# Sergio Gualberti Calandrina
Sergio Alfredo Gualberti Calandrina (Clusone, 5 oktober 1944) is een Italiaans geestelijke en Boliviaans aartsbisschop van de Rooms-Katholieke Kerk.
Gualberti Calandrina werd op 26 juni 1971 tot priester gewijd. Hij was daarna werkzaam als kapelaan voor de Italiaanse emigranten in Neuchâtel. In 1979 ging hij naar Bolivia, waar hij onder meer werkzaam was als hoogleraar op het seminarie van La Paz.
Op 6 mei 1999 werd Gualberti Calandrina benoemd tot hulpbisschop van Santa Cruz de la Sierra en titulair bisschop van Arsacal; zijn bisschopswijding vond plaats op 22 juli 1999. Op 28 september 2011 volgde zijn benoeming tot aartsbisschop-coadjutor van ditzelfde bisdom. Toen Julio Terrazas Sandoval op 25 mei 2013 om leeftijdsredenen met emeritaat ging, volgde Gualberti Calandrina hem op als aartsbisschop van Santa Cruz de la Sierra.